# Miguel Ángel Guerrero Martín
Miguel Ángel Guerrero Martín (Borox, Toledo, 12 de julio de 1990) es un futbolista español que juega como delantero en el U. P. Langreo de la Segunda Federación.

## Trayectoria
Jugó durante su etapa en el fútbol base en la Escuela de Fútbol Atlético Casarrubuelos, el Real Madrid, el Getafe, el Toledo y el Rayo Vallecano. Posteriormente, se incorporó al Albacete Balompié "B" en la temporada 2009-10 y llegó a debutar con el Albacete Balompié en Segunda División esa misma campaña. En la 2010-11 comenzó formando parte del primer equipo, pero ante la ausencia de minutos regresó al filial en noviembre de 2010.
En la temporada 2011-12 fue fichado por el Real Sporting de Gijón "B". Debutó con el primer equipo del Real Sporting de Gijón en Segunda División el 19 de agosto de 2012 en el Nuevo Estadio Los Pajaritos contra el C. D. Numancia de Soria. El 9 de febrero de 2013 anotó su primer gol en la categoría ante el C. D. Lugo, en una victoria sportinguista por 1-2. En la temporada 2014-15 consiguió un ascenso a Primera División y acabó como el máximo goleador del equipo con once tantos. Su debut en la máxima categoría se produjo en la primera jornada de la campaña 2015-16, en un partido frente al Real Madrid C. F. que finalizó 0-0. Consiguió anotar su primer gol en la competición en la octava jornada durante un partido celebrado en el estadio El Molinón ante el Granada C. F. que terminó 3-3.
El 28 de junio de 2016 se confirmó su fichaje por el C. D. Leganés, donde jugó durante dos temporadas en Primera División en las que marcó un total de nueve goles. Al final de la campaña 2017-18 concluyó su vinculación con el club y firmó un contrato con el Olympiacos de El Pireo. El 31 de enero de 2020 se confirmó su regreso como cedido al C. D. Leganés.
El 4 de septiembre fichó por el Nottingham Forest F. C. de Inglaterra. Tras media temporada allí, el 1 de febrero de 2021 regresó a España para jugar en el Rayo Vallecano. Con este equipo logró ascender a Primera División, pero él continuó jugando en la misma categoría después de marcharse a la U. D. Ibiza. En este equipo estuvo hasta septiembre de 2022, volviendo ese mismo mes a Grecia para unirse al O. F. I. Creta. A inicios del año siguiente, el 24 de enero, se marchó a Chipre para jugar en el Anorthosis Famagusta.
En febrero de 2025, tras unas semanas entrenando con el equipo, firmó por el U. P. Langreo hasta el final de la temporada.

## Clubes
| Clubes                     | País       | Año       |
| -------------------------- | ---------- | --------- |
| Albacete Balompié "B"      | España     | 2009-2010 |
| Albacete Balompié          | España     | 2010      |
| Albacete Balompié "B"      | España     | 2010-2011 |
| Real Sporting de Gijón "B" | España     | 2011-2013 |
| Real Sporting de Gijón     | España     | 2013-2016 |
| C. D. Leganés              | España     | 2016-2018 |
| Olympiacos de El Pireo     | Grecia     | 2018-2020 |
| C. D. Leganés              | España     | 2020      |
| Nottingham Forest F. C.    | Inglaterra | 2020-2021 |
| Rayo Vallecano             | España     | 2021      |
| U. D. Ibiza                | España     | 2021-2022 |
| O. F. I. Creta             | Grecia     | 2022-2023 |
| Anorthosis Famagusta       | Chipre     | 2023-2024 |
| U. P. Langreo              | España     | 2025-     |